# FC Zwolle in het seizoen 2002/03
Het seizoen 2002/2003 is het 92e jaar in het bestaan van de Zwolse voetbalclub FC Zwolle. De club komt uit in de Eredivisie, nadat ze vorig jaar kampioen zijn geworden in de Eerste divisie. Tevens is er deelname aan het toernooi om de KNVB beker.

## Wedstrijdstatistieken

### Oefenduels
| Datum + plaats  | Wedstrijd                      | Uitslag        | Scoreverloop |
| --------------- | ------------------------------ | -------------- | --- |
| 13 juli 2002    | Olympia '28 (ama) – FC Zwolle  | 1 – 4 (0 – 2)  | 3 doelpunten: Ivan Cvetkov 1 doelpunt: Bert Zuurman |
| 17 juli 2002    | Kamper Elftal – FC Zwolle      | 0 – 5 (0 – 2)  | 2 doelpunten: Bert Zuurman 1 doelpunt: Richard Roelofsen, Ivan Cvetkov, Eigen doelpunt |
| 20 juli 2002    | SVI (ama) – FC Zwolle          | 0 – 9 (0 – 4)  | 3 doelpunten: Marino Promes 2 doelpunten: Arjan Bosschaart 1 doelpunt: Henk van Steeg, Marco Roelofsen, Dominggus Lim-Duan, Bert Zuurman |
| 22 juli 2002    | FC Zwolle – Regioteam          | 6 – 0 (4 – 0)  | –' Ivan Cvetkov 1–0, –' Ivan Cvetkov 2–0, –' Bert Zuurman 3–0, –' Bert Zuurman 4–0, –' Marino Promes 5–0, –' Marino Promes 6–0 |
| 25 juli 2002    | FC Zwolle – Asjdod SC          | 0 – 1 (0 – 0)  | 80' Ashdod SC 1–0 |
| 30 juli 2002    | FC Zwolle – RKC Waalwijk       | 1 – 1 (1 – 0)  | 35' Dominggus Lim-Duan 1–0, –' RKC Waalwijk 1–1 |
| 1 augustus 2002 | FC Zwolle – Sparta             | 1 – 2 (1 – 1)  | 10' Marco Roelofsen 1–0, 42' Sparta 1–1, 88' Sparta 1–2, |
| 3 augustus 2002 | Bergentheim (ama) – FC Zwolle  | 0 – 4 (0 – 2)  | 34' Bert Zuurman 0–1, 45' Bert Zuurman 0–2, 73' Bert Zuurman 0–3, –' Peter Blom 0–4 |
| 6 augustus 2002 | Staphorst (ama) – FC Zwolle    | 0 – 7 (0 – 4)  | 3 doelpunten: Dominggus Lim-Duan 2 doelpunten: Richard Roelofsen 1 doelpunt: Ivan Cvetkov, Marino Promes |
| 11 oktober 2002 | Cambuur Leeuwarden – FC Zwolle | 3 – 2 (0 – 1)  | 30' Richard Roelofsen 0–1, 48' Cambuur 1–1, 52' Cambuur 2–1, 72' Robert Wijnands 2–2, 88' Cambuur 3–2 |
|                 |                                |                | |
| 11 januari 2003 | HTC (ama) – FC Zwolle          | 0 – 10 (0 – 6) | 15' André de Ridder 0–1, 22' Jhon van Beukering 0–2, 28' Dominggus Lim-Duan 0–3, 29' Maarten Schops 0–4, 39' Jhon van Beukering 0–5, 42' Marino Promes 0–6, 50' Ivan Cvetkov 0–7, 73' Eigen doelpunt 0–8, 83' Ivan Cvetkov 0–9, 86' Richard Roelofsen 0–10 |
| 14 januari 2003 | FC Zwolle – 1. FSV Mainz 05    | 1 – 2 (0 – 1)  | –' FSV Mainz 05 0–1, 74' Arjan Bosschaart 1–1, –' FSV Mainz 05 1–2 |
| 17 januari 2003 | FC Zwolle – LR Ahlen           | 3 – 2 (2 – 1)  | 14' LR Ahlen 0–1, 24' LR Ahlen 0–2, 27' Bert Zuurman 1–2, –' Jhon van Beukering 2–2, 85' Bert Zuurman 1–3 |
| 24 januari 2003 | Haarlem – FC Zwolle            | 0 – 0 (0 – 0)  | – |
| 28 januari 2003 | FC Zwolle – Be Quick '28 (ama) | 3 – 0 (1 – 0)  | 4' Jhon van Beukering 1–0, 54' Marco Roelofsen 2–0, 72' Richard Roelofsen 3–0 |

### Eredivisie
| 1e speelronde                                                                                                | RBC Roosendaal | 1 – 1 (1 – 0) | FC Zwolle | Opstelling FC Zwolle: |
| 16 augustus 2002 Plaats: Roosendaal Vast & Goed Stadion Toeschouwers: 4.750 Scheidsrechter: n.n.b.           | Peter Maseland 9' |               | 73' Dominggus Lim-Duan | |
| 2e speelronde                                                                                                | FC Zwolle | 1 – 1 (1 – 0) | Excelsior | Opstelling FC Zwolle: |
| 24 augustus 2002 Plaats: Zwolle Oosterenkstadion Toeschouwers: 5.850 Scheidsrechter: n.n.b.                  | Richard Roelofsen 9'                                                                                                   |               | 90' Said Boutahar | |
| 3e speelronde                                                                                                | FC Zwolle | 1 – 0 (0 – 0) | Vitesse | Opstelling FC Zwolle: |
| 31 augustus 2002 Plaats: Zwolle Oosterenkstadion Toeschouwers: 5.450 Scheidsrechter: n.n.b.                  | Richard Roelofsen 58'                                                                                                  |               | | |
| 4e speelronde                                                                                                | Ajax | 2 – 0 (0 – 0) | FC Zwolle | Opstelling FC Zwolle: |
| 14 september 2002 Plaats: Amsterdam Amsterdam ArenA Toeschouwers: 49.003 Scheidsrechter: n.n.b.              | Richard Witschge 59' Cristian Chivu (pen) 78'                                                                          |               | | |
| 5e speelronde                                                                                                | FC Zwolle | 1 – 3 (0 – 1) | PSV | Opstelling FC Zwolle: |
| 21 september 2002 Plaats: Zwolle Oosterenkstadion Toeschouwers: n.n.b. Scheidsrechter: n.n.b.                | Marino Promes 52' |               | 10' Mateja Kežman 65' Mateja Kežman 80' Jan Vennegoor of Hesselink                                                             | |
| 6e speelronde                                                                                                | Willem II | 5 – 2 (3 – 0) | FC Zwolle | Opstelling FC Zwolle: |
| 28 september 2002 Plaats: Tilburg Koning Willem II-stadion Toeschouwers: 12.700 Scheidsrechter: René Temmink | Tarik Sektioui 8' Cedric van der Gun 11' Joris Mathijsen 40' Jatto Ceesay 55' Dmitri Shoukov 57'                       |               | 52' Ivan Cvetkov 89' Dominggus Lim-Duan                                                                                        | Van der Werff, Doesburg (38' Ravensbergen), Kras, Schol (46' Karlsen), Van der Haar, M. Roelofsen, Tsvetkov, De Ridder, Lim-Duan, R. Roelofsen, Promes (76' Van Steeg) Kras           |
| 7e speelronde                                                                                                | RKC Waalwijk | 0 – 2 (0 – 2) | FC Zwolle | Opstelling FC Zwolle: |
| 4 oktober 2002 Plaats: Waalwijk Mandemakers Stadion Toeschouwers: n.n.b. Scheidsrechter: n.n.b.              | |               | 11' Arjan Bosschaart 30' Albert van der Haar                                                                                   | |
| 8e speelronde                                                                                                | FC Zwolle | 0 – 3 (0 – 2) | NAC | Opstelling FC Zwolle: |
| 20 oktober 2002 Plaats: Zwolle Oosterenkstadion Toeschouwers: n.n.b. Scheidsrechter: n.n.b.                  | |               | 24' Orlando Engelaar 34' Csaba Fehér 49' Rob Penders                                                                           | |
| 9e speelronde                                                                                                | FC Zwolle | 5 – 1 (5 – 0) | AZ | Opstelling FC Zwolle: |
| 1 november 2002 Plaats: Zwolle Oosterenkstadion Toeschouwers: 5.000 Scheidsrechter: Ben Haverkort            | Maarten Schops 1' Marino Promes 11' Marino Promes 29' Arjan Bosschaart 44' Marino Promes 45'                           |               | 54' Kenneth Perez | Van der Werff (71' Louwdijk), Kras, Van der Haar, Ravensbergen, R. Roelofsen, De Ridder, Schops, Schol (46' Van Steeg), Lim-Duan, Bosschaart, Promes (68' Wijnands)                   |
| 10e speelronde                                                                                               | Feyenoord | 2 – 0 (0 – 0) | FC Zwolle | Opstelling FC Zwolle: |
| 10 november 2002 Plaats: Rotterdam Stadion De Kuip Toeschouwers: n.n.b. Scheidsrechter: n.n.b.               | Shinji Ono (pen) 65' Mariano Bombarda 67'                                                                              |               | | |
| 11e speelronde                                                                                               | FC Utrecht | 2 – 0 (2 – 0) | FC Zwolle | Opstelling FC Zwolle: |
| 13 november 2002 Plaats: Utrecht Stadion Galgenwaard Toeschouwers: n.n.b. Scheidsrechter: n.n.b.             | Stefaan Tanghe 2' Dave van den Bergh 10'                                                                               |               | | |
| 12e speelronde                                                                                               | FC Zwolle | 1 – 1 (0 – 0) | FC Twente | Opstelling FC Zwolle: |
| 17 november 2002 Plaats: Zwolle Oosterenkstadion Toeschouwers: n.n.b. Scheidsrechter: n.n.b.                 | Richard Roelofsen 82'                                                                                                  |               | 46' Jurgen Cavens | |
| 13e speelronde                                                                                               | FC Zwolle | 0 – 2 (0 – 0) | FC Groningen | Opstelling FC Zwolle: |
| 24 november 2002 Plaats: Zwolle Oosterenkstadion Toeschouwers: n.n.b. Scheidsrechter: n.n.b.                 | |               | 65' Martin Drent 90' Martin Drent                                                                                              | |
| 14e speelronde                                                                                               | Roda JC | 2 – 0 (0 – 0) | FC Zwolle | Opstelling FC Zwolle: |
| 29 november 2002 Plaats: Kerkrade Parkstad Limburg Stadion Toeschouwers: n.n.b. Scheidsrechter: n.n.b.       | Cristiano Dos Santos Rodrigues 58' Edrissa Sonko 63'                                                                   |               | | |
| 15e speelronde                                                                                               | FC Zwolle | 0 – 0         | N.E.C. | Opstelling FC Zwolle: |
| 14 december 2002 Plaats: Zwolle Oosterenkstadion Toeschouwers: n.n.b. Scheidsrechter: n.n.b.                 | |               | | |
| 16e speelronde                                                                                               | sc Heerenveen | 2 – 0 (1 – 0) | FC Zwolle | Opstelling FC Zwolle: |
| 18 december 2002 Plaats: Heerenveen Abe Lenstra Stadion Toeschouwers: n.n.b. Scheidsrechter: n.n.b.          | Romano Denneboom 6' Georgios Samaras 85'                                                                               |               | | |
| 17e speelronde                                                                                               | De Graafschap | 3 – 2 (1 – 1) | FC Zwolle | Opstelling FC Zwolle: |
| 21 december 2002 Plaats: Doetinchem Stadion De Vijverberg Toeschouwers: n.n.b. Scheidsrechter: n.n.b.        | Arvid Smit 7' Hans van de Haar (pen) 78' Tim Bakens 88'                                                                |               | 18' Arjan Bosschaart 51' Albert van der Haar                                                                                   | |
| 18e speelronde                                                                                               | FC Zwolle | 0 – 3 (0 – 2) | Willem II | Opstelling FC Zwolle: |
| 7 februari 2003 Plaats: Zwolle Oosterenkstadion Toeschouwers: 4.500 Scheidsrechter: Eric Braamhaar           | |               | 13' James Quinn 45' Cedric van der Gun 78' Jatto Ceesay                                                                        | Van der Werff, Doesburg, Kras, R. Roelofsen, Van der Haar, M. Roelofsen (46' Lim-Duan), Schops, De Ridder (31' Karlsen), Bosschaart (71' Zuurman), Promes, Van Beukering R. Roelofsen |
| 19e speelronde                                                                                               | PSV | 6 – 0 (5 – 0) | FC Zwolle | Opstelling FC Zwolle: |
| 15 februari 2003 Plaats: Eindhoven Philips Stadion Toeschouwers: n.n.b. Scheidsrechter: n.n.b.               | Jan Vennegoor of Hesselink 1' Mateja Kežman 3' Mateja Kežman 9' Mark van Bommel 12' Mateja Kežman 25' Arjen Robben 59' |               | | |
| 20e speelronde                                                                                               | Vitesse | 2 – 1 (1 – 0) | FC Zwolle | Opstelling FC Zwolle: |
| 19 februari 2003 Plaats: Arnhem GelreDome Toeschouwers: n.n.b. Scheidsrechter: n.n.b.                        | Michael Jansen 31' Bob Peeters 61'                                                                                     |               | 59' Jhon van Beukering | |
| 21e speelronde                                                                                               | FC Zwolle | 2 – 1 (1 – 0) | RKC Waalwijk | Opstelling FC Zwolle: |
| 23 februari 2003 Plaats: Zwolle Oosterenkstadion Toeschouwers: n.n.b. Scheidsrechter: n.n.b.                 | Marino Promes 30' Jhon van Beukering 64'                                                                               |               | 63' Jochen Janssen | |
| 22e speelronde                                                                                               | FC Groningen | 4 – 0 (1 – 0) | FC Zwolle | Opstelling FC Zwolle: |
| 2 maart 2003 Plaats: Groningen Stadion Oosterpark Toeschouwers: n.n.b. Scheidsrechter: n.n.b.                | Ignacio Tuhuteru 14' Martin Drent 47' Mile Krstev 73' Mile Krstev 80'                                                  |               | | |
| 23e speelronde                                                                                               | FC Zwolle | 0 – 5 (0 – 3) | Ajax | Opstelling FC Zwolle: |
| 8 maart 2003 Plaats: Zwolle Oosterenkstadion Toeschouwers: n.n.b. Scheidsrechter: n.n.b.                     | |               | 15' Rafael van der Vaart 21' Zlatan Ibrahimovic 32' Albert van der Haar (e.d.) 58' Rafael van der Vaart 65' Zlatan Ibrahimovic | |
| 24e speelronde                                                                                               | FC Zwolle | 1 – 1 (1 – 0) | RBC Roosendaal | Opstelling FC Zwolle: |
| 15 maart 2003 Plaats: Zwolle Oosterenkstadion Toeschouwers: n.n.b. Scheidsrechter: n.n.b.                    | André de Ridder 27' |               | 85' Geert den Ouden | |
| 25e speelronde                                                                                               | Excelsior | 0 – 1 (0 – 0) | FC Zwolle | Opstelling FC Zwolle: |
| 21 maart 2003 Plaats: Rotterdam Stadion Woudestein Toeschouwers: n.n.b. Scheidsrechter: n.n.b.               | |               | 89' Dominggus Lim-Duan | |
| 26e speelronde                                                                                               | FC Zwolle | 3 – 1 (0 – 0) | FC Utrecht | Opstelling FC Zwolle: |
| 6 april 2003 Plaats: Zwolle Oosterenkstadion Toeschouwers: n.n.b. Scheidsrechter: n.n.b.                     | Richard Roelofsen 56' Richard Roelofsen 74' Richard Roelofsen 76'                                                      |               | 83' Dirk Kuijt | |
| 27e speelronde                                                                                               | AZ | 1 – 1 (1 – 0) | FC Zwolle | Opstelling FC Zwolle: |
| 12 april 2003 Plaats: Alkmaar Alkmaarderhout Toeschouwers: n.n.b. Scheidsrechter: n.n.b.                     | Kenneth Perez 23' |               | 81' Marino Promes | |
| 28e speelronde                                                                                               | FC Zwolle | 1 – 3 (0 – 2) | Feyenoord | Opstelling FC Zwolle: |
| 20 april 2003 Plaats: Zwolle Oosterenkstadion Toeschouwers: n.n.b. Scheidsrechter: n.n.b.                    | Arjan Bosschaart 49'                                                                                                   |               | 4' Thomas Buffel 14' Pierre van Hooijdonk 90' Pierre van Hooijdonk                                                             | |
| 29e speelronde                                                                                               | FC Zwolle | 3 – 1 (2 – 0) | Roda JC | Opstelling FC Zwolle: |
| 03 mei 2003 Plaats: Zwolle Oosterenkstadion Toeschouwers: n.n.b. Scheidsrechter: n.n.b.                      | Richard Roelofsen 10' Marino Promes 15' Morten Karlsen 90'                                                             |               | 75' Ivan Vicelich | |
| 30e speelronde                                                                                               | NAC Breda | 2 – 0 (1 – 0) | FC Zwolle | Opstelling FC Zwolle: |
| 6 mei 2003 Plaats: Breda FUJIFILM stadion Toeschouwers: n.n.b. Scheidsrechter: n.n.b.                        | Arne Slot 2' Arne Slot 78'                                                                                             |               | | |
| 31e speelronde                                                                                               | FC Twente | 0 – 0         | FC Zwolle | Opstelling FC Zwolle: |
| 10 mei 2003 Plaats: Enschede Arke Stadion Toeschouwers: n.n.b. Scheidsrechter: n.n.b.                        | |               | | |
| 32e speelronde                                                                                               | FC Zwolle | 0 – 1 (0 – 1) | sc Heerenveen | Opstelling FC Zwolle: |
| 17 mei 2003 Plaats: Zwolle Oosterenkstadion Toeschouwers: n.n.b. Scheidsrechter: n.n.b.                      | |               | 36' Stefan Selakovic | |
| 33e speelronde                                                                                               | N.E.C. | 0 – 0         | FC Zwolle | Opstelling FC Zwolle: |
| 25 mei 2003 Plaats: Nijmegen Goffertstadion Toeschouwers: n.n.b. Scheidsrechter: n.n.b.                      | |               | | |
| 34e speelronde                                                                                               | FC Zwolle | 2 – 1 (2 – 0) | De Graafschap | Opstelling FC Zwolle: |
| 29 mei 2003 Plaats: Zwolle Oosterenkstadion Toeschouwers: n.n.b. Scheidsrechter: n.n.b.                      | Richard Roelofsen 3' Arjan Bosschaart 21'                                                                              |               | 90' Hans van de Haar | |

### KNVB beker
| Groepsfase | Spakenburg                                     | 0 - 3 (0 - 1) | FC Zwolle | Opstelling FC Zwolle: |
| 10 augustus 2002 Plaats: Spakenburg Sportpark De Westmaat Toeschouwers: 1.000 Scheidsrechter: Hans Olde Olthof |                                                |               | 44' Marino Promes 47' Dominggus Lim-Duan 89' Morten Karlsen                                                   |                       |
| Groepsfase | FC Zwolle                                      | 2 - 3 (0 - 2) | Jong Vitesse                                                                                                  | Opstelling FC Zwolle: |
| 13 augustus 2002 Plaats: Zwolle Oosterenkstadion Toeschouwers: 1.000 Scheidsrechter: Fred Sterk                | Marco Roelofsen (pen) 49' Arjan Bosschaart 50' |               | 39' Gert Claessens 41' Jhon van Beukering 58' Nicky Hofs                                                      |                       |
| Groepsfase | Elinkwijk                                      | 0 - 5 (0 - 1) | FC Zwolle | Opstelling FC Zwolle: |
| 20 augustus 2002 Plaats: Utrecht Sportpark Elinkwijk Toeschouwers: 750 Scheidsrechter: Dick Jol                |                                                |               | 31' Richard Roelofsen 56' Dominggus Lim-Duan 65' Marino Promes 77' Dominggus Lim-Duan 82' Albert van der Haar |                       |

| Team            | Ptn | DV | DT |
| --------------- | --- | -- | -- |
| 1. Jong Vitesse | 9   | 10 | 6  |
| 2. FC Zwolle    | 6   | 10 | 3  |
| 3. Elinkwijk    | 3   | 6  | 9  |
| 4. Spakenburg   | 0   | 3  | 11 |

| 1e ronde                                                                                               | FC Zwolle             | 1 – 0 n.s.d.  | Helmond Sport                                                                      | Opstelling FC Zwolle: |
| 5 november 2002 Plaats: Zwolle Oosterenkstadion Toeschouwers: 750 Scheidsrechter: Roland van der Hilst | Richard Roelofsen 94' |               |                                                                                    | Van der Werff, Schol, Kras, Van der Haar, Bosschaart, De Ridder, R. Roelofsen, Tsvetkov (58' Van Steeg), Lim-Duan (78' Promes), Ravensbergen, Schops                                  |
| 2e ronde                                                                                               | FC Zwolle             | 1 – 4 (1 – 1) | De Graafschap                                                                      | Opstelling FC Zwolle: |
| 4 december 2002 Plaats: Zwolle Oosterenkstadion Toeschouwers: 1.450 Scheidsrechter: Dick van Egmond    | Arjan Bosschaart 40'  |               | 24' (e.d.) André de Ridder 60' Damien Hertog 65' Dave Zafarin 70' Hans van de Haar | Van der Werff, Schol, Kras, Van der Haar, Bosschaart, De Ridder, R. Roelofsen, Lim-Duan (58' Tsvetkov), Ravensbergen, Van Steeg (46' Karlsen), Schops (66' Promes) R. Roelofsen (30') |

## Selectie en technische staf

### Selectie 2002/03
| Nr.           |                     | Naam                    | Competitie | Competitie | Beker      | Beker      | Play-offs  | Play-offs  | Totaal     | Totaal     | Contract   | Seizoen    | Vorige club             | Debuut           |
| Nr.           | W                   | Naam                    |            | W          |            | W          |            | W          |            |            | Contract   | Seizoen    | Vorige club             | Debuut           |
| Doelmannen    | Doelmannen          | Doelmannen              | Doelmannen | Doelmannen | Doelmannen | Doelmannen | Doelmannen | Doelmannen | Doelmannen | Doelmannen | Doelmannen | Doelmannen | Doelmannen              | Doelmannen       |
| ------------- | ------------------- | ----------------------- | ---------- | ---------- | ---------- | ---------- | ---------- | ---------- | ---------- | ---------- | ---------- | ---------- | ----------------------- | ---------------- |
| -             | Vlag van Nederland  | Johan van der Werff     | 33         | 0          | 2          | 0          | 0          | 0          | 35         | 0          | -          | 3e         | FC Dordrecht            | 21 augustus 2000 |
| -             | Vlag van Nederland  | Henry Louwdijk          | 1          | 0          | 0          | 0          | 0          | 0          | 1          | 0          | -          | 5e         | Jeugd                   | 28 oktober 2000  |
| -             | Vlag van Nederland  | Diederik Boer           | 1          | 0          | 0          | 0          | 0          | 0          | 1          | 0          | -          | 2e         | Jeugd                   | 8 maart 2003     |
| Verdedigers   |                     |                         |            |            |            |            |            |            |            |            |            |            |                         |                  |
| -             | Vlag van Nederland  | Michel Doesburg         | 24         | 0          | 0          | 0          | 0          | 0          | 24         | 0          | -          | 2e         | Dunfermline Athletic FC | 8 februari 2002  |
| -             | Vlag van Nederland  | Albert van der Haar     | 33         | 2          | 2          | 1          | 0          | 0          | 35         | 3          | -          | 9e         | Jeugd                   | 27 augustus 1994 |
| -             | Vlag van Nederland  | Ruud Kras               | 31         | 0          | 2          | 0          | 0          | 0          | 33         | 0          | -          | 1e         | Ajax                    | 16 augustus 2002 |
| -             | Vlag van Nederland  | Eric-Jan Lijzen         | 0          | 0          | 0          | 0          | 0          | 0          | 0          | 0          | -          | 3e         | Jeugd                   | 17 maart 2001    |
| -             | Vlag van Nederland  | Robert-Jan Ravensbergen | 17         | 0          | 2          | 0          | 0          | 0          | 19         | 0          | -          | 1e         | FC Volendam             | 24 augustus 2002 |
| -             | Vlag van Nederland  | Remco Schol             | 24         | 0          | 2          | 0          | 0          | 0          | 26         | 0          | -          | 4e         | VVV                     | 16 augustus 1999 |
| -             | Vlag van Nederland  | Robert Wijnands         | 3          | 0          | 0          | 0          | 0          | 0          | 3          | 0          | -          | 7e         | FC Utrecht              | 21 augustus 1996 |
| Middenvelders |                     |                         |            |            |            |            |            |            |            |            |            |            |                         |                  |
| -             | Vlag van Nederland  | Marcel Boudesteyn       | 3          | 0          | 0          | 0          | 0          | 0          | 3          | 0          | -          | 7e         | FC Groningen            | 7 september 1996 |
| -             | Vlag van Nederland  | Martijn Jansen          | 0          | 0          | 0          | 0          | 0          | 0          | 0          | 0          | -          | 2e         | Jeugd                   | 8 februari 2002  |
| -             | Vlag van Denemarken | Morten Karlsen          | 27         | 1          | 1          | 1          | 0          | 0          | 28         | 2          | -          | 1e         | B.93                    | 16 augustus 2002 |
| -             | Vlag van Nederland  | André de Ridder         | 31         | 1          | 2          | 0          | 0          | 0          | 33         | 1          | -          | 4e         | Telstar                 | 18 december 1999 |
| -             | Vlag van Nederland  | Marco Roelofsen         | 30         | 0          | 1          | 1          | 0          | 0          | 31         | 1          | -          | 8e         | sc Heerenveen           | 22 februari 1997 |
| -             | Vlag van België     | Maarten Schops          | 19         | 1          | 2          | 0          | 0          | 0          | 21         | 1          | -          | 1e         | RKC Waalwijk            | 20 oktober 2002  |
| -             | Vlag van Nederland  | Henk van Steeg          | 20         | 0          | 2          | 0          | 0          | 0          | 22         | 0          | -          | 4e         | Jeugd                   | 16 augustus 1999 |
| Aanvallers    |                     |                         |            |            |            |            |            |            |            |            |            |            |                         |                  |
| -             | Vlag van Nederland  | Jhon van Beukering      | 6          | 2          | 0          | 0          | 0          | 0          | 6          | 2          | Huur       | 1e         | Vitesse                 | 7 februari 2003  |
| -             | Vlag van Nederland  | Peter Blom              | 2          | 0          | 0          | 0          | 0          | 0          | 2          | 0          | -          | 2e         | Jeugd                   | 2 november 2001  |
| -             | Vlag van Nederland  | Arjan Bosschaart        | 25         | 5          | 2          | 2          | 0          | 0          | 27         | 7          | -          | 7e         | Jeugd                   | 7 september 1996 |
| -             | Vlag van Bulgarije  | Ivan Cvetkov            | 24         | 1          | 2          | 0          | 0          | 0          | 26         | 1          | -          | 1e         | BV Veendam              | 16 augustus 2002 |
| -             | Vlag van Nederland  | Tjeerd Korf             | 3          | 0          | 0          | 0          | 0          | 0          | 3          | 0          | -          | 1e         | Jeugd                   | 15 maart 2003    |
| -             | Vlag van Nederland  | Dominggus Lim-Duan      | 34         | 3          | 2          | 3          | 0          | 0          | 36         | 6          | -          | 3e         | Jeugd                   | 21 augustus 2000 |
| -             | Vlag van Nederland  | Marino Promes           | 31         | 7          | 2          | 2          | 0          | 0          | 33         | 9          | -          | 1e         | De Graafschap           | 16 augustus 2002 |
| -             | Vlag van Nederland  | Richard Roelofsen       | 31         | 8          | 2          | 2          | 0          | 0          | 33         | 10         | -          | 6e         | De Graafschap           | 20 augustus 1988 |
| -             | Vlag van Nederland  | Bert Zuurman            | 9          | 0          | 0          | 0          | 0          | 0          | 9          | 0          | -          | 2e         | Emmen                   | 17 augustus 2001 |
| Nr.           |                     | Naam                    | W          |            | W          |            | W          |            | W          |            | Contract   | Seizoen    | Vorige club             | Debuut           |
| Nr.           | Competitie          | Competitie              | Beker      | Beker      | Play-offs  | Play-offs  | Totaal     | Totaal     |            |            | Contract   | Seizoen    | Vorige club             | Debuut           |

### Technische staf
| Naam             | Functie                                        |
| ---------------- | ---------------------------------------------- |
| Peter Boeve      | Trainer/Coach                                  |
| Gerard Nijkamp   | Assistent Trainer/Coach Hoofd jeugdopleidingen |
| Harry Sinkgraven | Assistent Trainer                              |
| Lambert Jager    | Keeper Trainer                                 |

## Statistieken FC Zwolle 2002/2003

### Eindstand FC Zwolle in de Nederlandse Eredivisie 2002 / 2003
| Stand | Gespeeld | Gewonnen | Gelijk | Verloren | Punten | Doelpunten voor | Doelpunten tegen | Gele kaarten | Rode kaarten |
| ----- | -------- | -------- | ------ | -------- | ------ | --------------- | ---------------- | ------------ | ------------ |
| 16e   | 34       | 8        | 8      | 18       | 32     | 31              | 62               | 40           | 2            |

### Topscorers
| #      | Naam                | Goal |
| ------ | ------------------- | ---- |
| 1.     | Richard Roelofsen   | 8    |
| 2.     | Marino Promes       | 7    |
| 3.     | Arjan Bosschaart    | 5    |
| 4.     | Dominggus Lim-Duan  | 3    |
| 5.     | Jhon van Beukering  | 2    |
| 5.     | Albert van der Haar | 2    |
| 7.     | Ivan Cvetkov        | 1    |
| 7.     | Morten Karlsen      | 1    |
| 7.     | André de Ridder     | 1    |
| 7.     | Maarten Schops      | 1    |
| Totaal | Totaal              | 31   |

| #      | Naam                | Goal |
| ------ | ------------------- | ---- |
| 1.     | Dominggus Lim-Duan  | 3    |
| 2.     | Arjan Bosschaart    | 2    |
| 2.     | Marino Promes       | 2    |
| 2.     | Richard Roelofsen   | 2    |
| 5.     | Albert van der Haar | 1    |
| 5.     | Morten Karlsen      | 1    |
| 5.     | Marco Roelofsen     | 1    |
| Totaal | Totaal              | 12   |

| #      | Naam               | Goal |
| ------ | ------------------ | ---- |
| 1.     | Bert Zuurman       | 11   |
| 2.     | Ivan Cvetkov       | 9    |
| 3.     | Richard Roelofsen  | 5    |
| 4.     | Jhon van Beukering | 4    |
| 4.     | Marino Promes      | 4    |
| 6.     | Arjan Bosschaart   | 3    |
| 6.     | Marco Roelofsen    | 3    |
| 8.     | Dominggus Lim-Duan | 2    |
| 9.     | Peter Blom         | 1    |
| 9.     | Maarten Schops     | 1    |
| 9.     | Henk van Steeg     | 1    |
| 9.     | Robert Wijnands    | 1    |
| Totaal | Totaal             | 45   |

### Kaarten
| #      | Naam                |    |
| ------ | ------------------- | -- |
| 1.     | Ruud Kras           | 5  |
| 1.     | Marino Promes       | 5  |
| 2.     | Albert van der Haar | 4  |
| 2.     | Marco Roelofsen     | 4  |
| 2.     | Richard Roelofsen   | 4  |
| 5.     | Michel Doesburg     | 3  |
| 5.     | Morten Karlsen      | 3  |
| 5.     | Henk van Steeg      | 3  |
| 8.     | Arjan Bosschaart    | 2  |
| 8.     | André de Ridder     | 2  |
| 8.     | Remco Schol         | 2  |
| 11.    | Marcel Boudesteyn   | 1  |
| 11.    | Dominggus Lim-Duan  | 1  |
| 11.    | Bert Zuurman        | 1  |
| Totaal | Totaal              | 40 |

| #      | Naam         |   |
| ------ | ------------ | - |
| 1.     | Bert Zuurman | 1 |
| Totaal | Totaal       | 1 |

| #      | Naam      |   |
| ------ | --------- | - |
| 1.     | Ruud Kras | 1 |
| Totaal | Totaal    | 1 |

### Punten per speelronde
| Speelronde | 1 | 2 | 3 | 4 | 5 | 6 | 7 | 8 | 9 | 10 | 11 | 12 | 13 | 14 | 15 | 16 | 17 | 18 | 19 | 20 | 21 | 22 | 23 | 24 | 25 | 26 | 27 | 28 | 29 | 30 | 31 | 32 | 33 | 34 |
| ---------- | - | - | - | - | - | - | - | - | - | -- | -- | -- | -- | -- | -- | -- | -- | -- | -- | -- | -- | -- | -- | -- | -- | -- | -- | -- | -- | -- | -- | -- | -- | -- |
| Punten     | 1 | 1 | 3 | 0 | 0 | 0 | 3 | 0 | 3 | 0  | 0  | 1  | 0  | 0  | 1  | 0  | 0  | 0  | 0  | 0  | 3  | 0  | 0  | 1  | 3  | 3  | 1  | 0  | 3  | 0  | 1  | 0  | 1  | 3  |

### Punten na speelronde
| Speelronde | 1 | 2 | 3 | 4 | 5 | 6 | 7 | 8 | 9  | 10 | 11 | 12 | 13 | 14 | 15 | 16 | 17 | 18 | 19 | 20 | 21 | 22 | 23 | 24 | 25 | 26 | 27 | 28 | 29 | 30 | 31 | 32 | 33 | 34 |
| ---------- | - | - | - | - | - | - | - | - | -- | -- | -- | -- | -- | -- | -- | -- | -- | -- | -- | -- | -- | -- | -- | -- | -- | -- | -- | -- | -- | -- | -- | -- | -- | -- |
| Punten     | 1 | 2 | 5 | 5 | 5 | 5 | 8 | 8 | 11 | 11 | 11 | 12 | 12 | 12 | 13 | 13 | 13 | 13 | 13 | 13 | 16 | 16 | 16 | 17 | 20 | 23 | 24 | 24 | 27 | 27 | 28 | 28 | 29 | 32 |

### Stand na speelronde
| Speelronde | 1  | 2   | 3  | 4  | 5   | 6   | 7   | 8   | 9   | 10  | 11  | 12  | 13  | 14  | 15  | 16  | 17  | 18  | 19  | 20  | 21  | 22  | 23  | 24  | 25  | 26  | 27  | 28  | 29  | 30  | 31  | 32  | 33  | 34  |
| ---------- | -- | --- | -- | -- | --- | --- | --- | --- | --- | --- | --- | --- | --- | --- | --- | --- | --- | --- | --- | --- | --- | --- | --- | --- | --- | --- | --- | --- | --- | --- | --- | --- | --- | --- |
| Stand      | 5e | 10e | 5e | 9e | 11e | 13e | 11e | 14e | 11e | 14e | 15e | 16e | 16e | 16e | 16e | 17e | 17e | 18e | 18e | 18e | 16e | 17e | 17e | 18e | 16e | 15e | 14e | 15e | 15e | 15e | 15e | 16e | 16e | 16e |

### Doelpunten per speelronde
| Speelronde | 1 | 2 | 3 | 4 | 5 | 6 | 7 | 8 | 9 | 10 | 11 | 12 | 13 | 14 | 15 | 16 | 17 | 18 | 19 | 20 | 21 | 22 | 23 | 24 | 25 | 26 | 27 | 28 | 29 | 30 | 31 | 32 | 33 | 34 | Totaal |
| ---------- | - | - | - | - | - | - | - | - | - | -- | -- | -- | -- | -- | -- | -- | -- | -- | -- | -- | -- | -- | -- | -- | -- | -- | -- | -- | -- | -- | -- | -- | -- | -- | ------ |
| Doelpunten | 1 | 1 | 1 | 0 | 1 | 2 | 2 | 0 | 5 | 0  | 0  | 1  | 0  | 0  | 0  | 0  | 2  | 0  | 0  | 1  | 2  | 0  | 0  | 1  | 1  | 3  | 1  | 1  | 3  | 0  | 0  | 0  | 0  | 2  | 31     |

## Mutaties

### Zomer

#### Aangetrokken
| Nr. | Nat. | Naam                    | Van           | Type | Contract | Transfersom | Bijzonderheid |
| --- | ---- | ----------------------- | ------------- | ---- | -------- | ----------- | ------------- |
| -   | BG   | Ivan Cvetkov            | BV Veendam    | -    | -        | n.v.t.      | -             |
| -   | DK   | Morten Karlsen          | B.93          | -    | -        | n.v.t.      | -             |
| -   | NL   | Tjeerd Korf             | Jeugd         | -    | -        | n.v.t.      | -             |
| -   | NL   | Ruud Kras               | Ajax          | -    | -        | n.v.t.      | -             |
| -   | NL   | Marino Promes           | De Graafschap | -    | -        | n.v.t.      | -             |
| -   | NL   | Robert-Jan Ravensbergen | FC Volendam   | -    | -        | n.v.t.      | -             |
| -   | BE   | Maarten Schops          | RKC Waalwijk  | -    | -        | n.v.t.      | -             |

#### Vertrokken
| Nr. | Nat. | Naam            | Naar         | Type             | Transfersom | Wed. | Dlpt. |
| --- | ---- | --------------- | ------------ | ---------------- | ----------- | ---- | ----- |
| -   | NL   | Kåre Becker     | Niet bekend  | -                | n.v.t.      | 18   | 1     |
| -   | NL   | John den Dunnen | FC Dordrecht | -                | n.v.t.      | 50   | 9     |
| -   | NL   | Nick Hoekstra   | VVV-Venlo    | Was op huurbasis | n.v.t.      | 5    | 0     |
| -   | FO   | Súni Olsen      | GÍ Gøta      | -                | n.v.t.      | 22   | 3     |
| -   | BF   | Rahim Ouédraogo | FC Twente    | Was op huurbasis | n.v.t.      | 14   | 1     |
| -   | NL   | Arne Slot       | NAC Breda    | -                | n.v.t.      | 164  | 50    |

#### Statistieken transfers zomer
| Gekochte spelers | Verkochte spelers | Gehuurde spelers | Verhuurde spelers | Spelers terug van verhuurperiode | Spelers einde van huurperiode | Transfervrij aangetrokken spelers | Transfervrij vertrokken spelers | Doorgestroomde jeugdspelers |
| ---------------- | ----------------- | ---------------- | ----------------- | -------------------------------- | ----------------------------- | --------------------------------- | ------------------------------- | --------------------------- |
| 0                | 0                 | 0                | 2                 | 0                                | 0                             | 6                                 | 4                               | 1                           |

### Winter

#### Aangetrokken
| Nr. | Nat. | Naam               | Van     | Type | Contract     | Transfersom | Bijzonderheid |
| --- | ---- | ------------------ | ------- | ---- | ------------ | ----------- | ------------- |
| -   | NL   | Jhon van Beukering | Vitesse | -    | Op huurbasis | n.v.t.      | -             |

#### Statistieken transfers winter
| Gekochte spelers | Verkochte spelers | Gehuurde spelers | Verhuurde spelers | Spelers terug van verhuurperiode | Spelers einde van huurperiode | Transfervrij aangetrokken spelers | Transfervrij vertrokken spelers | Doorgestroomde jeugdspelers |
| ---------------- | ----------------- | ---------------- | ----------------- | -------------------------------- | ----------------------------- | --------------------------------- | ------------------------------- | --------------------------- |
| 0                | 0                 | 1                | 0                 | 0                                | 0                             | 0                                 | 0                               | 0                           |